# Ústřední tibetská správa
Ústřední tibetská správa (zkratka CTA z anglického Central Tibetan Administration, před rokem 2011 oficiálně Ústřední tibetská správa Jeho Svatosti dalajlámy) je nezisková organizace Tibeťanů sídlící v Indii, která se považuje za oprávněnou a legitimní vládu Tibetu. Často je proto nazývána „tibetská exilová vláda“.

## Status
CTA není jako vláda uznána žádným státem. Od vlád některých zemí i od mezinárodních organizací však dostává finanční pomoc pro tibetskou exilovou komunitu v Indii. 
Území Tibetu je v současné době kontrolováno vládou Čínské lidové republiky, což Ústřední tibetská správa pokládá za nelegitimní vojenskou okupaci. Dle CTA je Tibet svrchovaným státem s dlouhou tradicí nezávislosti. Současná politika CTA však nežádá plnou nezávislost Tibetu, jako spíše autonomní statut, podobný jako má Hongkong nebo Macao.
CTA má své sídlo v indickém městě Dharamsala, kde se 14. dalajláma usadil po svém útěku z Tibetu v roce 1959. „Historické území Tibetu“, jež tato vláda nárokuje, zahrnuje Tibetskou autonomní oblast, provincii Čching-chaj a velké části provincií Kan-su, S’-čchuan a Jün-nan.
CTA vykonává mnoho vládních funkcí v rámci tibetské exilové komunity, která čítá zhruba 128 000 členů, z nichž drtivá většina (cca 94 000) žije v Indii. Indická vláda svolila tomu, že CTA vykonává v severní Indii dohled nad záležitostmi tibetských osad. Provozuje řadu škol, zdravotnických zařízení, kulturních aktivit a projektů podporující ekonomický rozvoj. Mimo to finančně podporuje stovky Tibeťanů, kteří utekli z Tibetu, a přišli do Indie, obvykle přes Nepál. Pod její jurisdikci spadá 44 úřadů spravujících tibetské osady, a to 36 v Indii, 7 v Nepálu a 1 v Bhútánu.

## Struktura vlády
Vnitřní struktura exilové vlády vyplývá z ústavy, schválené v roce 1991, která zřizuje základní demokratické instituce CTA. Současné znění je platné od roku 2011. 

### Zákonodárná moc
Exilový parlament je tvořen 45 členy:
- Tibeťané v Indii, Nepálu a Bhútánu volí své poslance na základě tří tradičních oblastí Tibetu (Ü-Cang, Kham a Amdo), z nichž každá má deset zástupců.
- Pět dalších poslanců zastupuje Tibeťany v zahraničí - dva zástupci Evropy, dva zastupují Severní a Jižní Ameriku, a jeden zástupce "Australasie" (Austrálie a Asie s výjimkou Indie, Nepálu a Bhútánu).
- Náboženští představitelé pak volí deset zástupců, po dvou z každé z pěti tradičních škol tibetského buddhismu (Nyingma, Sakya, Kagjü, Gelug a Bon).

Právo volit mají tibetští občané starší 18 let, kandidovat mohou občané starší 25 let. Volební období je 5 let a současně s parlamentními volbami se koná první kolo přímé volby předsedy vlády.

### Výkonná moc

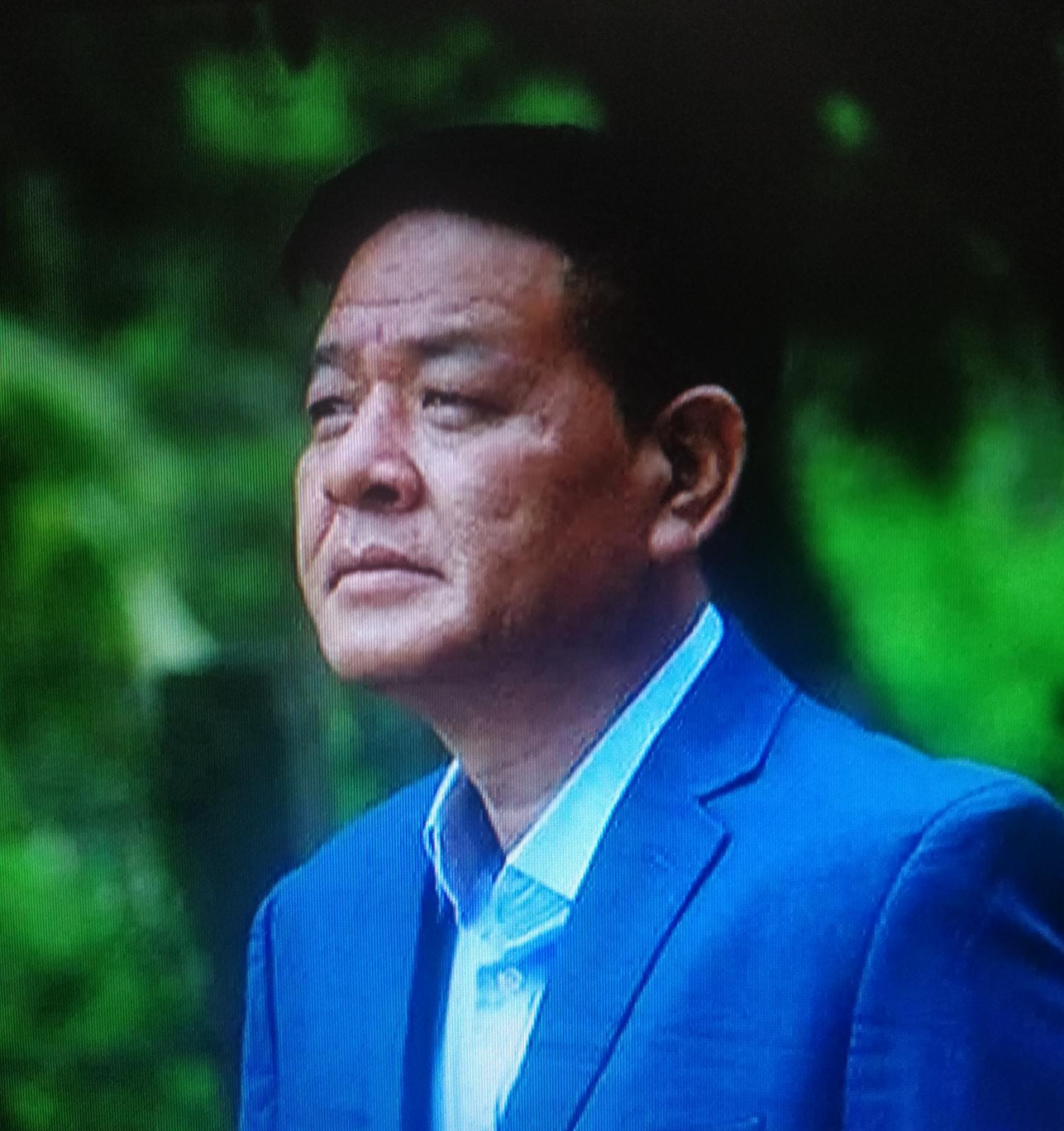
Předseda vlády Penpa Cchering. 2021

Výkonnou moc má v rukou vláda (tibetsky: བཀའ་ཤག, Kašag), kterou tvoří přímo volený předseda (tibetsky: སྲིད་སྐྱོང༌, Sikjong), který je hlavou státu a nejvyšším světským vůdcem tibetského národa; a dále sedm ministrů (tibetsky: བཀའ་བློན་, Kalon):
- náboženství a kultury,
- domácích věcí,
- financí,
- školství,
- bezpečnosti,
- informací a mezinárodních vztahů, a
- zdravotnictví.

Sikjong je volen současně s parlamentními volbami; pokud žádný kandidát nezíská nadpoloviční většinu hlasů, koná se druhé kolo, do kterého postupují dva nejsilnější kandidáti. Současným předsedou vlády je Penpa Chcering, který v roce 2021 po dvou pětiletých volebních obdobích vystřídal Lozanga Sanggjäe.
Před ústavní novelou roku 2011 byl hlavou vlády dalajláma. Novelou byla tato pozice přenesena na Sikjonga a dalajláma zůstal nadále jen duchovním vůdcem. (Jan Fingerland to popsal jako přechod "od teokratické monarchie k demokratické republice", nicméně dalajláma má i nadále určitou symbolickou ústavní pozici obdobnou postavení konstitučního monarchy, i přestože on sám prohlásil, že nechce být "něco jako britská královna"). Po této novelizaci ústava stanovuje, že:
- dalajláma je nejvyšším duchovním vůdcem tibetského buddhismu;
- kdykoliv to považuje za nutné nebo kdykoliv je o to požádán, dává dalajláma doporučení vládě a parlamentu;
- vyslanci exilové vlády jsou uváděni jako zástupci Jeho Svatosti dalajlámy; a
- výdaje týkající se dalajlámy, včetně jeho osobní bezpečnosti, jsou předmětem státního rozpočtu.

### Soudní moc
Soustava soudních komisí je trojstupňová, tvoří ji Nejvyšší soudní komise, jejíž členy volí exilový parlament; obvodní komise a místní komise. Soustava soudních komisí rozhoduje občanské spory tibetské exilové komunity, nemá však žádnou pravomoc projednávat trestní případy ani jiné sporné případy týkající se zákonů hostitelské země.

## Dokumenty
Od roku 1971 vydává CTA Tibeťanům žijícím mimo Tibet dokument, známy jako Zelená kniha. Více než 90 procent tibetských emigrantů je držitelem tohoto dokumentu. Slouží jako potvrzení o platbě dobrovolné daně a je představiteli CTA označována jako „pas vyhnaných Tibeťanů, kteří požadují svá práva od tibetské exilové vlády“. Je požadována například pro přijetí do školy nebo zaměstnání v exilové komunitě. Platba příspěvku (v roce 2023 se pohybuje mezi 10 a 46 USD) je podmínkou pro získání hlasovacích práv ve volbách. Platnost dokumentu je 5 let.
Tibetské solidární partnerství je projekt Ústřední tibetské správy, ve kterém CTA vydává Modrou knihu každému příznivci Tibetu staršímu 18 let, nezávisle na národnosti. Tato iniciativa umožňuje příznivcům Tibetu po celém světě finančně přispívat na pomoc administrativě při podpoře vzdělávacích, kulturních, rozvojových a humanitárních aktivit souvisejících s tibetskými dětmi a uprchlíky. Kniha je vydávána v různých kancelářích CTA po celém světě, její držitelé přispívají CTA ročně minimálně 25 USD, přičemž zaplacení poplatku je potvrzeno známkou vlepenou do knihy.

## Instituce

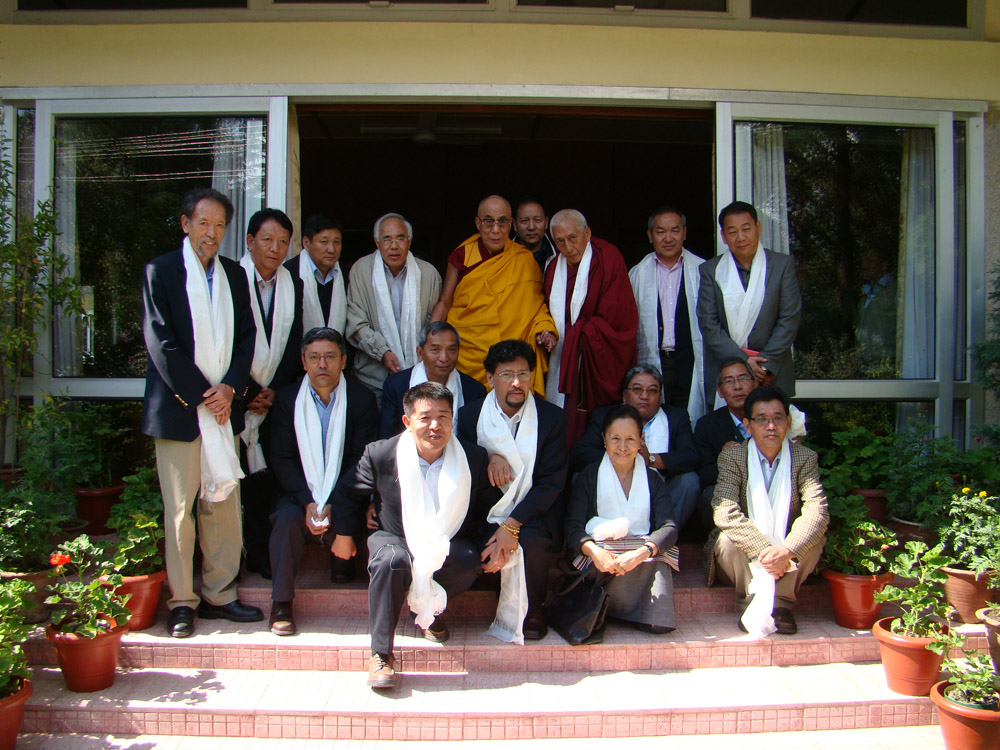
Dalajláma spolu s dalšími představiteli exilové správy, 2009

### Kultura a školství
Mezi instituce CTA patří například Knihovna tibetských spisů a archivů a dále celkem 63 škol, které zaměstnávají přes 2000 učitelů a dalších pracovníků a navštěvuje je přes 15 tisíc studentů. Další kulturní institucí je Tibetské muzeum v Dharamsale. CTA také vydává zpravodajství v tibetštině, angličtině, hindštině a čínštině prostřednictvím tisku, webu a televize.

### Zdravotnictví
Ministerstvo zdravotnictví provozuje sedm nemocnic v osadách v Indii. Tyto nemocnice denně ošetří v průměru 50-100 pacientů a jsou vybaveny všemi základními diagnostickými a léčebnými zařízeními jako je oční ambulance, malý operační sál, laboratorní jednotka, rentgen, stomatologická jednotka, porodnice, stacionář, lékárna, fyzioterapeutické skenování, očkovací centrum a další. Dalšími zdravotnickými zařízeními je pět stanic první pomoci a 33 polyklinik.

### Bezpečnostní složky
Exilová vláda nese odpovědnost za zajištění bezpečnosti dalajlámy a za tímto účelem zřizuje bezpečnostní kancelář, která zajišťuje veřejné audience a plní úkol osobní stráže. Tato kancelář rovněž pomáhá se zajištěním bezpečnosti nově příchozích uprchlíků a pomáhá při získání a obnovení osvědčení o statutu uprchlíka od indické vlády. Dále se na bezpečnosti podílí zpravodajská jednotka, která sleduje vývoj v Tibetu a Číně.

### Zahraniční zastoupení

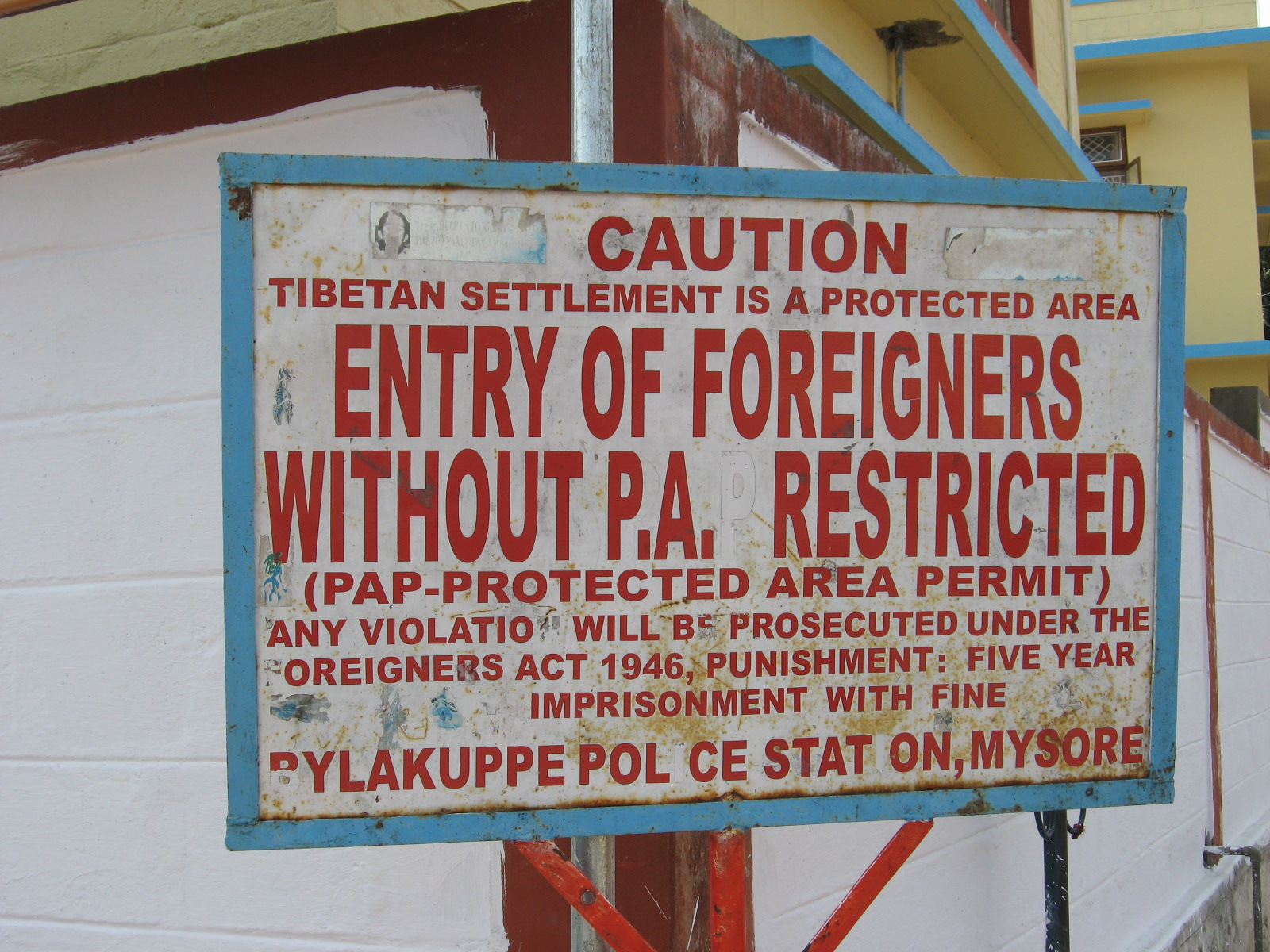
Osada Tibeťanů, Karnátaka (Indie)

Exilová vláda udržuje zastoupení ve 13 zemích. Tyto kanceláře fungují jako de facto velvyslanectví CTA:
- Nové Dillí, Indie ;
- Káthmándú, Nepál;
- Washington DC, USA;
- Ženeva, Švýcarsko;
- Tokio, Japonsko;
- Londýn, Spojené království;
- Canberra, Austrálie;
- Brusel, Belgie;
- Paříž, Francie;
- Moskva, Rusko;
- Pretoria, Jižní Afrika;
- Taipei, Tchaj-wan,
- Sao Paolo, Brazílie.